# Hanagallu, Arkalgud
Hanagallu là một làng thuộc tehsil Arkalgud, huyện Hassan, bang Karnataka, Ấn Độ.